# ماركو موريرو
ماركو موريرو (بالإيطالية: Marco Murriero)‏ (20 يناير 1983 بميلانو في إيطاليا - ) هو لاعب كرة قدم إيطالي في مركز حراسة المرمى. لعب مع نادي أودينيزي ونادي بيلينزونا وASD Martina Calcio 1947 ‏.

## وصلات خارجية
- ماركو موريرو على موقع قاعدة بيانات كرة القدم.إي يو (الإنجليزية)